# قلق

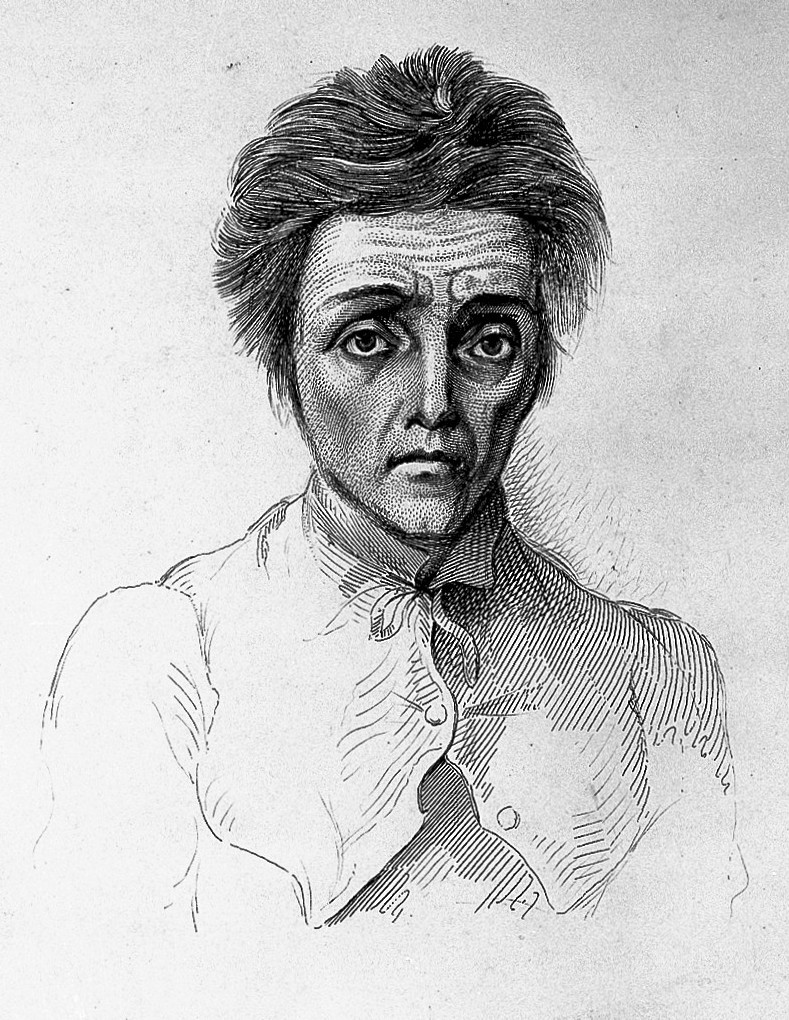
تمثال نصفي للامبراطور الروماني ترايانوس ديكيوس في متحف الكابيتول، هذه الصورة " تعكس انطباع القلق والتعب، وكأن الشخص يحمل هموماً أو مسوؤليات على عاتقه

القلق أو الحَصَر هو حالة نفسية وعضوية تتركب من تضافر عناصر إدراكية وجسدية وسلوكية. لخلق شعور غير سار يرتبط عادة بعدم الارتياح والخوف أو التردد. غالباً ما يكون القلق مصحوباً بسلوكيات تعكس حالة من التوتر وعدم الارتياح مثل الحركة بخطوات ثابتة ذهاباً وإياباً، أو أعراض جسدية، أو الاجترار. القلق هو الشعور غير السار المصحوب بالخوف والجزع من أحداث متوقعة، مثل الخوف من الموت، حيث يشعر الشخص بالخوف والهلع عندما يفكر في موته. تشمل أعراض القلق المرضية مجموعة من الأعراض النفسية مثل الرهاب والذعر وعرض القلق العام، عرض الوسواس القهري.
والقلق هو حالة مزاجية عامة تحدث من دون التعرف على آثار تحفيزها. على هذا النحو، يختلف القلق عن الخوف، الذي يحدث في وجود تهديد ملحوظ. وبالإضافة إلى ذلك، يتصل الخوف بسلوكيات محددة من الهرب والتجنب، في حين أن القلق هو نتيجة لتهديدات لا يمكن السيطرة عليها أو لا يمكن تجنبها. حيث يكون الشعور بالخوف والقلق وعدم الارتياح معمماً في حالة القلق تظهر على شكل مبالغة في رد الفعل اتجاه موقف يراه الشخص مهدداً بشكل غير موضوعي. قد يصحب القلق تشنج عضلي، الأرق، التعب والإرهاق ومشاكل في التركيز.
يقول رأي آخر أن القلق هو «حالة مزاجية موجهة نحو المستقبل وفيه يكون الشخص على استعداد لمحاولة التعامل مع الأحداث السلبية القادمة»  مما يوحي بأن ذلك هو التمييز بين الأخطار المستقبلية مقابل الأخطار الحالية الذي يفرق بين القلق والخوف.
ويعتبر القلق رد فعل طبيعي للضغط. وهو قد يساعد أي شخص للتعامل مع الأوضاع الصعبة، على سبيل المثال في العمل أو في المدرسة، بدفع الشخص لمواجهة هذا الأمر. وعندما يصبح القلق مفرطا، فإنه قد يندرج تحت تصنيف اضطرابات القلق.
يتجنب الاشخاص الذين يعانون من القلق جميع المواقف التي أثارت حالة من القلق في الماضي. يظهر القلق على عدة أنواع: القلق الوجودي مثلاً يظهر في الحالات التي يواجه فيها الشخص مشاعر القلق، الشك في أسباب الحياة ومعناها، والعدمية. وهناك اشخاص ممكن أن يعانوا من توتر الامتحان والقلق الرياضاتي ورهبة المسرح. وفي نوع آخر من القلق هو القلق من الغريب والقلق الاجتماعي يشعر الشخص بالتوتر وعدم الارتياح عند الاختلاط بالغرباء أو الناس بشكل عام.
قد يكون القلق الذي يعانيه الشخص «حالة» تستمر لفترة قصيرة من الزمن، أو «صفة» تلازم الشخص لفترة زمنية طويلة. اضطرابات القلق هي مجموعة من الاضطرابات العقلية التي تتميز بالشعور بالخوف والقلق. بينما تظهر صفة القلق على شكل قلق دائم من أحداث مستقبلية في مفهوم يشابه مفهوم الشخصية العصابية. اضطرابات القلق مرتبطة إلى حد ما بالجينات وقد ترتبط أيضاً باستخدام الأدوية، الكحول والمخدرات. وقد ترتبط اضطرابات القلق أيضاً بالأعراض الانسحابية لبعض الأدوية.
في معظم الأحيان تظهر اضطرابات القلق مصحوبةً بأنواع أخرى من الاضطرابات العقلية من مثل الاكتئاب أحادي القطب وكذلك الاكتئاب ثنائي القطب، بعض أنواع اضطرابات الشخصية واضطرابات الاكل. من أبرز طرق العلاج للقلق هي تغيير نمط الحياة، العلاج النفسي والأدوية.

## الأعراض
يمكن أن يكون القلق مصحوباً بآثار جسدية مثل خفقان القلب، التعب، الغثيان، ألم في الصدر، ضيق في التنفس، آلام في المعدة، أو الصداع.
جسديا، ويستعد جسد الكائن الحي للتعامل مع هذا التهديد. يزيد ضغط الدم ومعدل ضربات القلب ويزيد التعرق، يزيد تدفق الدم إلى مجموعات العضلات الرئيسية، وتثبط وظائف النظام الهضمي والمناعة. يمكن أن تشمل العلامات الخارجية القلق الجلد شاحب، والعرق والارتعاش، واتساع حدقة العين.وقد يواجه أيضا الشخص الذي يعاني من القلق الإحساس بالفزع أو الذعر.
على الرغم من أن هجمات الذعر لا تحدث لكل من يعاني من القلق إلا أنها تُمثّل أحد الأعراض المُشتَركَة. عادة ما تأتي هجمات الذعر دون سابق إنذار، على الرغم من أن الخوف عموما غير عقلاني، فإن تصور الخطر حقيقي جدا. غالبا ما يشعر الشخص الذي يصاب بنوبة الذعر كما لو كان هو أو هي على وشك الموت أو الجنون. وقد يحدث خلط بين هجمات الذعر وبين الأزمات القلبية.
لا يتشكل القلق من أعراض البدنية فقط. فهناك العديد من الأعراض النفسية التي يتشكل منها أيضا. البعض منهم ما يلي: "مشاعر الخوف أو الفزع، وصعوبة التركيز، والشعور بالتوتر أو العصبية، وتوقع الأسوأ، والتهيج، والأرق، ومشاهدة (وانتظار) العلامات (والأحداث) أو الخطر، والشعور بفراغ العقل ". وهناك أيضا كوابيس، هواجس الأحاسيس، ديجا فو، والشعور بأن كل شيء مخيف".
ومن أكثر الأعراض شيوعا للقلق هو الخوف، الذي يتضمن الخوف من الموت. «يمكن... الخوف من أن آلام الصدر [أعراض الجسدية للقلق] هي نوبة قلبية قاتلة، أو أن إطلاق النار آلام في رأسك [آخر الأعراض الجسدية للقلق] هي نتيجة وجود ورم أو تمدد الأوعية الدموية. كنت تشعر الخوف الشديد عند التفكير في الموت، أو قد يفكر في أنه في كثير من الأحيان أكثر من المعتاد، أو لا يمكن الحصول عليها من عقلك».

## الوصف

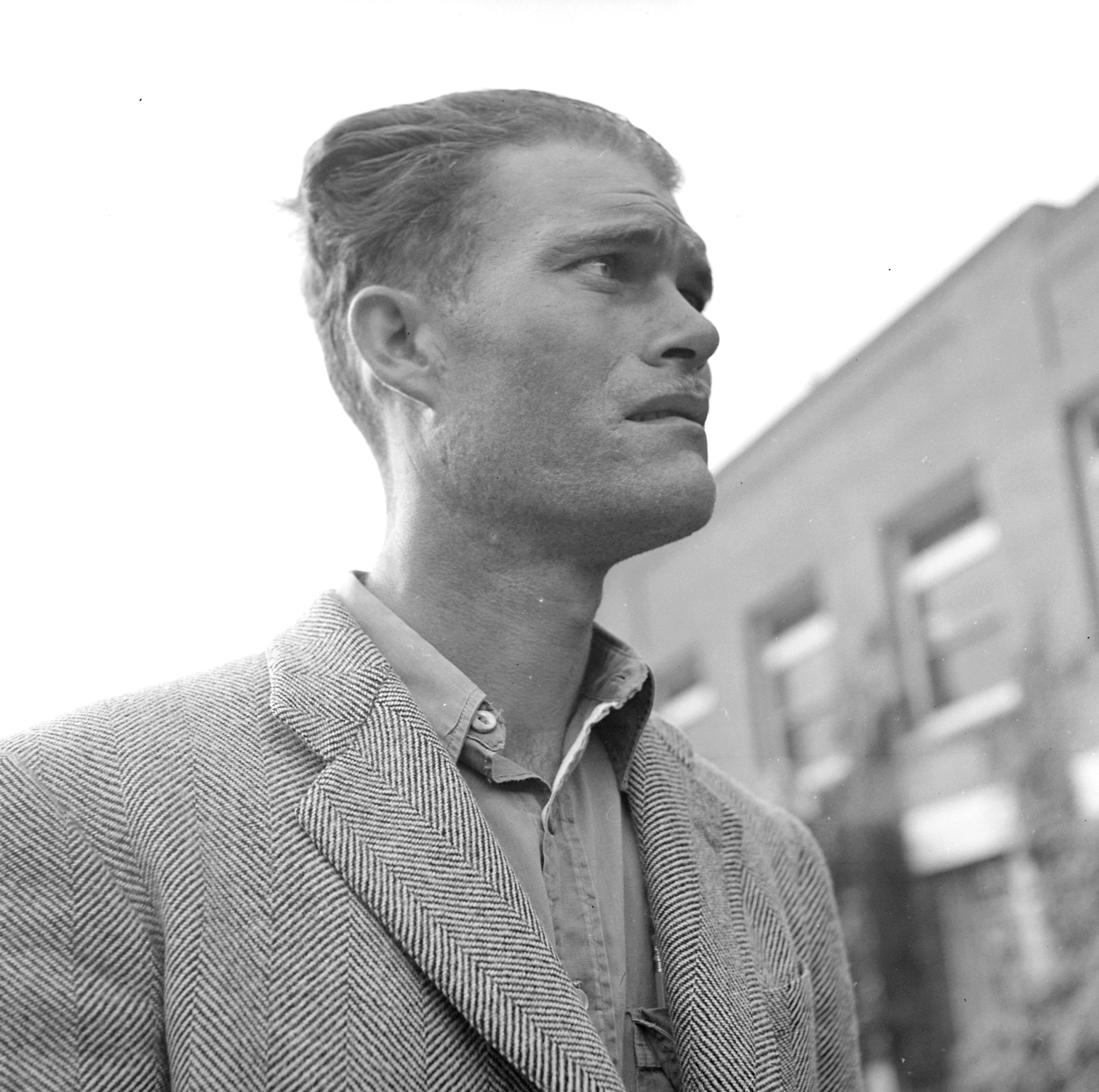
شخص متقدم للعمل تظهر على وجهه ملامح القلق

يتميز القلق عن الخوف، حيث أن الخوف يشكل استجابة عاطفية وادراكية ملائمة للمخاطر المتوقعة والمتصورة، مرتبط بالسلوكيات المحددة لاستجابات «الكر أو الفر» والسلوك الدفاعي أو الهرب. يظهر القلق في المواقف التي يتصورها الشخص على أنها لا تقع ضمن السيطرة ولا يمكن تفاديها بالرغم من بعد ذلك عن الواقع.
يعرف دايفد بارلو القلق على أنه «مزاج يأخذ منحى مستقبلي يستعد فيه الشخص للمحاولة للتعامل مع الاحداث المستقبلية السلبية». وأن التمييز بين القلق والخوف يكون بالتمييز بين المخاوف المتعلقة بالحاضر والمستقبل. وفي وصف آخر يعرف القلق بأنه الكرب والفزع والرعب والخوف من شر مرتقب. وفي علم النفس الايجابي، يوصف القلق على أنه الحالة الذهنية التي تنتج من تحدي صعب لا يمتلك الشخص المهارات الكافية للتعامل معه.
يمكن للخوف والقلق أن يتمايزا في أربع مجالات:
- المدة الزمنية للحالة العاطفية
- التركيز المؤقت
- خصوصية التهديد
- الدوافع وراء الاتجاه

حيث أن الخوف يعرف بأنه قصير الأجل، يركز على الحاضر، موجه نحو تهديد محدد ومخصص، وييسر الهرب من التهديد، بينما يعرف القلق على أنه –بعكس الخوف – طويل الأجل، يركز على المستقبل، وموجه نحو تهديدات موزعة غير محددة، معززاً نوع من الحذر المفرط عند اقتراب خطر أو تهديد محتمل وبالتالي متصادماً مع التعامل البنَاء مع الموقف.
و قد يواجه الشخص القلق، على شكل أعراض يومية مطولة تقلل من نوعية الحياة التي يعيشها بما يعرف بالقلق المزمن أو المعمم. أو على شكل حالات تتدفق فيها نوبات هلع مشتتة ومجهدة، ويعرف ذلك بالقلق الحاد.
قد تتفاوت أعراض القلق بعددها، شدتها، وتكرارها من شخص لآخر. وعلى الرغم من أن المعظم يواجه القلق في مرحلة ما من حياتهم إلا أنه من النادر أن يطور الناس حالات من القلق طويل الأجل. ومن الآثار السلوكية للقلق ما يمكن تلخيصه بانسحاب الشخص من المواقف التي أثارت حالة من القلق لدى الشخص في الماضي ، وتغيير في نمط النوم، واكتساب عادات مثل قضم الاظفار وزيادة في التوتر تظهر على شكل حركات مثل نقر القدم بشكل مستمر.
أما بالنسبة لآثار القلق على المشاعر وعاطفة الشخص فتتضمن «مشاعر من خوف مرتقب، فزع، مشاكل في التركيز، مشاعر التوتر وسرعة الاهتياج، توقع الأسوأ، التهيج والأرق ومشاهدة (وانتظار) العلامات (والاحداث) أو الخطر، والشعور بفراغ العقل». «وهناك أيضاً الكوابيس وهواجس الاحاسيس، ديجا فو والشعور لأن كل شيء مخيف».
و أما الآثار الادراكية فتتمثل بأفكار تدور حول مخاطر مشكوك بحقيقتها مثل الخوف من الموت، مثلاً قد يخشى الشخص الموت عندما يشعر لألم في الصدر لاشتباهه أن الألم ليس إلا نتيجة لذبحة صدرية. أو ان يخشى الشخص أن السبب وراء آلام صداع الرأس هو ورم في الدماغ أو قد يشعر الشخص بخوف شديد عندما يفكر في الموت، أو قد يفكر الشخص فيه في غالب الأحيان أو قد لا يكون الشخص قادر على نزع فكرة الموت من تفكيره.

## أسباب القلق

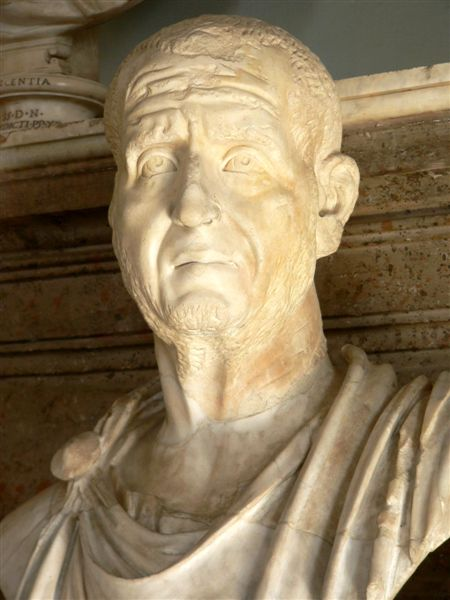

### المشكلات الاجتماعية المتعلقة باختلاف الجنس
تتضمن المواقف الضاغطة المشاركة في زيادة القلق الضغوط الاجتماعية كالتنشئة الاجتماعية بين الجنسين إضافةً إلى التجارب التعليمية . بالتحديد، تعلم التحكم والإتقان في أمور الحياة باستخدام الوسائل اللازمة والمتاحة (هذه تعد الدرجة التي يصل إليها الفرد عندما يتمكن من السيطرة على حياته بالأكمل)، مما يشمل عدة صفات: الثقة بالنفس، والاستقلالية، والتمتع بروح المنافسة التي تتوسط العلاقة بين القلق والجنس. فالختلاف بين الجنسين في القلق موجود، بدرجات أكبر لدى الإناث مقارنةً بالذكور.تعلم الإتقان والتواصل الاجتماعي بين الجنسين يبين هذا الاختلاف ؛ إذ وضحت الأبحاث اختلاف درجة أهمية وبروز ملامح الوجه بين الرجال والنساء في الصور الفوتوغرافية، بالأخص، في صور السياسيين الرسمية حول العالم، فقد لوحظ أن وجوه النساء (ملامحهم) أقل بروزًا من ملامح الرجال. ومن المثير للاهتمام، فقد لوحظت الزيادة في بروز الملامح في المجتمعات والحضارات التي تنتشر فيها المساواة بين الجنسين.

### الحالة النفسية أثناء التقدم في العمر والنمو
مثل: مشكلات الطفولة، والمراهقة، ومشكلات الحاضر التي تنشط ذكريات الصراع في الماضي. ويفسّر ذلك بأن زيادة القلق تؤدي إلى زيادة الحذر فيما يتعلق بالأخطار المحتملة في البيئة المحيطة، إضافةً إلى زيادة ميل الفرد إلى اتخاذ إجراءات استباقية بخصوص تلك الأخطار. وهذا قد يسبب ردود فعل إيجابية كاذبة، لكن الفرد المصاب بالقلق يتجنب وقوع الحوادث الخطرة؛ وهذا يفسر سبب عدم موت الأشخاص المصابي بالقلق في الحوادث الطبيعية. يُعتقد أن المراكز العصبية التي تشمل اللوزة وحصان البحر (جزء من الدماغ) تكمن وراء القلق. عندما يتعرض الناس لحوافز بغيضة أو من المحتمل أن تؤذي مثل الروائح أو الأطعمة الكريهة، تظهر الصور المقطعية بالإصدار البوزتروني زيادة في ضخ الدم في اللوزة، تمت هذه التجربة لدى المتطوعين الذين تبين أنهم يعانون من القلق المتوسط.و ذلك يشير إلى أن القلق يعد آلية وقائية صممت لمنع الكائن من المشاركة في السلوكات التي يحتمل أن تؤذيه.

### التطور البيولوجي

#### الجينات
مع أن الجين الواحد لا يؤثر على الصفات المعقدة ويتفاعل مع غيره من الجينات والعوامل الخارجية، إلا أن الأبحاث في طريقها لكشف آليات جزيئية تكمن وراء القلق والظروف المرضية. ومن الجينات التي تحمل طفرة تعدد الأشكال PLXNA2 .

#### طبيا
قد يكون القلق أحد الأعراض الكامنة خلف المشكلات الصحية مثل: مرض الانسداد الرئوي المزمن، السكتات القلبية وقصوره، واضطراب نبضات القلب.

## الأساس البيولوجي
يعتقد ان المدارات العصبية التي تشمل اللوزة والحصین تشكل القلق  عندما تواجه بالمنبهات المكروهة والضارة المحتملة مثل الروائح أو الأطعمة الكريهة، يظهر التصوير المقطعي بالانبعاث البوزيتروني زيادة تدفق الدم في اللوزة. أعلن المشاركين في هذه الدراسات عن اصابتهم بقلق معتدل. وهذا قد يشير إلى أن القلق هو آلية وقائية تهدف إلى منع كائن من الانخراط في السلوكيات الضارة المحتملة.
بناء على البحوث التي تمت على المراهقين والأطفال الرضع للغاية تخوف، يقظة، وخوفا وجدوا ان جزءnucleus accumbens هو أكثر حساسية من سائر الناس عندما اختاروا لجعل هذا العمل هي التي تحدد ما إذا كانت حصلت على مكافأة. هذا يشير إلى وجود صلة بين الدوائر المسؤولة عن الخوف وأيضا المكافأة في الناس القلقين. كما يشير الباحثون «إحساس بالمسؤولية، أو وكالة عن النفس، في سياق من عدم اليقين (نتائج احتمالية) تقود النظام العصبي الكامن وراء الدافع مشهي (أي nucleus accumbens) بقوة أكبر في كبح مزاجه من المراهقين غير المقيدين.» 
على الرغم من أن الجينات واحدة يكون لها تأثير ضئيل على الصفات المعقدة وتتفاعل بشدة سواء بين أنفسهم ومع العوامل الخارجية، والبحث جار لكشف الآليات الجزيئية الكامنة وراء القلق والظروف المرضية. ويوجد جين واحد مرشح يؤثر على القلق وهوPLXNA2 .

## المقاييس السريرية
مقياس هاملتون للقلق هو مقياس يستخدم على نطاق واسع يقيس شدة قلق المريض، وعلى أساس 14 معيار، بما في ذلك مزاج القلق والتوتر والمخاوف، والأرق، والشكاوى الجسدية والسلوك في المقابلة. طوره إم. هاملتون في عام 1959، ويسبق الميقاس التعريف الحالي للاضطراب القلق العام. ومع ذلك، فإنه يشمل العديد من خصائص اضطراب القلق العام، التي يمكن أن يكون مفيد في تقييم مدى شدته.

## الأنواع

### قلق وجودي
في كتاب مفهوم القلق [الإنجليزية] وصف الفيلسوف سورين كيركغور، القلق أو الرهبة المرتبطة «بدوار الحرية»، وأشار إلى إمكانية وجود حل إيجابي للقلق من خلال ممارسة تمرينات ذاتية واعية للمسؤولية والاختيار.في كتاب الفن والفنانون (1932)، ذكر عالم النفس أوتو رانك أن الصدمة النفسية للولادة كانت رمز بشري متفوق للقلق الوجودي وتشمل الخوف المستمر لدى الشخص المبدع ورغبته من الانفصال، والانفراد والتميّز.
وصنف اللاهوتي بول تليك القلق الوجودي  ثلاث فئات للغير كائن الذي تؤدى للقلق: مادية (المصير والموت)، وأخلاقية (الذنب والإدانة)، وروحية (الخواء وعدم وجود معنى).]] ووفقا لتليك، آخر هذه الأنواع الثلاثة من القلق الوجودي، أي القلق الروحي، هو السائد في العصر الحديث بينما سادت الأنواع الآخرى في فترات سابقة. يناقش تليك بأن هذا القلق يمكن أن يكون مقبولا كجزء من ظروف الإنسان أو أنه يمكن أن يقاوم ولكن مع نتائج سلبية. في شكله المرضي، وقد يميل القلق الروحي إلى "تحريك الشخص نحو يقين في نظم المعنى التي تدعمها التقاليد والسلطة" على الرغم من انه يقين لا شك فيه ليس مبني على صخرة الواقع".
ووفقا لفيكتور فرانكل، مؤلف كتاب بحث الرجل عن معنى [الإنجليزية] ، عندما يواجه مخاطر مميتة فأبسط رغبات الإنسان هو العثور على معنى للحياة لمكافحة «صدمة الغير كائن»، حيث ان الموت يكون قريب.

### قلق الامتحان
قلق الامتحان هو عدم الارتياح والتوجس، أو الانفعال الذي يشعر به الطلاب الذين لديهم خوف من الفشل في الامتحان. والطلاب الذين يعانون من قلق الامتحان قد يتعرضوا لأي من الأمور التالية : رابط التقدير الدراسي مع احترام الذات، والخوف من الحرج من المعلمين، والخوف من العزلة من الأهل أو الأصدقاء، وضغوط الوقت، أو الشعور بفقدان السيطرة. التعرق والدوار، والصداع، وسرعة خفقان القلب، والغثيان، والتململ، والنقر على المكاتب. المستوى الأمثل للقلق ضروري لأفضل إنجاز للمهام مثل امتحان، ولكن عندما يتجاوز القلق أو مستوى الاستثارة المستوى الأمثل، فإنه يؤدي إلى التراجع في الأداء [بحاجة لمصدر] لأن قلق الأمتحان يوقف الخوف من التقييم السلبي، ويوجد جدال على ما إذا كان قلق الأمتحان هو في حد ذاته اضطراب قلق فريد من نوعه أم هو نوع معين من الخوف الاجتماعي وقد صنف الدليل التشخيصي والإحصائي للاضطرابات النفسية القلق كنوع من الفوبيا الاجتماعية.
في عام 2006، واعلن ان ما يقرب من 49 ٪ [بحاجة لمصدر] من طلبة المدارس الثانوية تعاني من هذه الحالة. في حين أن مصطلح «قلق الامتحان» يشير تحديدا إلى ان الطلاب يصيب العديد من البالغين نفس القلق فيما يتعلق بحياتهم الوظيفية أو المهنية. الخوف من فشل مهمة ويجري تقييما سلبيا لأنه يمكن أن يكون لها أثر سلبي على نحو مماثل على البالغين.، يركز علاج القلق من الاختبار على تحقيق الاسترخاء وتطوير آليات للتحكم بالقلق.

### القلق من الغريب والقلق الاجتماعي
يحتاج البشر بشكل عام إلى التقبل الاجتماعي لهذا يفزعوا استنكار الآخرين. خشية أن يحكم عليه من قبل الآخرين قد تسبب القلق في البيئات الاجتماعية.
القلق عند الاجتماع أو التفاعل مع الناس الغرباء هو مرحلة مشتركة في النمو عند الشباب. بالنسبة للآخرين فإنه قد يستمر حتى بعد سن البلوغ ويصبح قلق اجتماعي أو رهاب اجتماعي . القلق من الغريب لا يعتبر خوف أو رهاب لدى الأطفال الصغار بل هو خوف مطورة بشكل مناسب من قبل الأطفال الصغار والأطفال قبل سن المدرسة من أولئك الذين ليسوا من الآباء أو من أفراد الأسرة. أما لدى البالغين، الخوف الزائد من الأشخاص الغرباء ليست مرحلة تنموية مشتركة ومنتشرة، بل هو يسمى القلق الاجتماعي. وقد اتضح أن الأفراد الذين يعانون من الرهاب الاجتماعي لا يخافون الاحشود أو الأماكن المزدحمة؛ وإنما يخافون احتمالية أن يُحكم عليهم بشكل سلبي.
القلق الاجتماعى متفاوت الدرجات من حيث الحدية؛ فتتجسد لدى بعض الناس بعدم الشعور بالراحة أو الارتباك خلال التفاعل الجسدي الاجتماعي (مثل: المصافحة...)، بالمقابل يمكن أن يؤدي إلى الخوف من التفاعل مع الغرباء تمامًا، وهؤلاء الذين يعانون من هذه الحالة قد يقيدون نمط حياتهم للتأقلم مع هذا القلق، من خلال تقليص التفاعل الاجتماعي قدر الإمكان. القلق الاجتماعي يشكل جانب أساسي لبعض الاضطرابات الشخصية ، بما في ذلك اضطراب الشخصية الاجتنابي.
قد يصل إلى مدى حيث يخاف الشخص من اللقاءات الاجتماعية مع الغرباء، بعض الناس قد يصيبهم القلق خاصةً أثناء التفاعل مع الأفراد خارج مجموعة معارفهم، أو الأشخاص الذين ينتمون إلى مجموعات أو عضويات أخرى (مثل: العرق، الطبقة الاجتماعية، الجنس، الخ).اعتمادًا على طبيعة العلاقات السابقة، والحقائق المدركة، والعوامل الظرفية، التواصل في الجماعات قد يصبح مجهد ويؤدي إلى الشعور بالقلق.يطلق في الغالب على الخشية أو الخوف من الاتصال أو التفاعل مع أفراد خارج الجماعة القلق بين الأعراق أو القلق بين الجماعات.
و كما هو الحال في الأشكال الأكثر عمومية للقلق الاجتماعي، للقلق بين الجماعات آتار سلوكية وإدراكية وعاطفية.على سبيل المثال، الزيادة في التجهيز التخطيطي وتجهيز المعلومات البسيطة قد يحدث عندما يكون القلق في المعدل المرتفع، كما تظهر هذه الزيادة في الأعمال ذات الصلة القائمة علة تحيز الانتباه في الذاكرة الضمنية أو الكامنة.
بالإضافة إلى ذلك، أوجدت الأبحاث أن التقييمات العنصرية الضمنية (مثل: المواقف التلقائية الجاحفة) يمكن زيادتها خلال التفاعل ضمن الجماعات. يتضح أن الخبرات السلبية تنتج التوقعات السلبية، إضافةً إلى السلوكات المعادية والانطوائية كالحقد. وعند مقارنة مستويات ونضوب الموارد بدرجات القلق والجهد المعرفي (مثل: إدارة الانطباع المتروك لدى الآخرين والتعريف عن النفس) في سياق التفاعل ضمن جماعات؛ قد تتفاقم مستويات ونفاد الموارد ضمن هذا السياق.

### سمة القلق
القلق يمكن أن يكون إما على المدى القصير «الدولة» أو على المدى الطويل «سمة». سمة القلق ويعكس اتجاها مستقرا على الاستجابة مع حالة قلق في الحالات تحسبا للتهديد. انها ترتبط ارتباطا وثيقا سمة شخصية العصابية.
و هذا النوع من القلق قد يكون في حالة الوعي أو حالة اللاوعي. .

### الخيار أو القرار
القلق الذي تسببه الحاجة للاختيار بين خيارين متشابهين قد ازداد الاعتراف به كمشكلة تواجه الأفراد وكذلك المنظمات .
في عام 2004, شركة كابجيميني كتبت: «إننا اليوم نواجه خيارات أكثر، ومنافسة أكبر، ولكن وقت أقل للنظر في خياراتنا للوصول إلى النصيحة الأمثل والأصح.».
في سياق إتخاذ قرار، عدم القرة على التنبؤ أو الشك قد تثير ردود عاطفية لدى الأفراد المصابين بالقلق التي تغير منهجيًا عملية إتخاذ القرار. هناك شكلان أساسيان لهذا النوع من القلق، الأول يشير إلى خيار يشمل عدة نتائج محتملة يمكن معرفة أو حساب احتمالات ظهورها، أما الثاني فيشير إلى الشك والغموض المرتبطان بعملية إتخاذ قرار يكون فيه عدة نتائج محتملة لا يمكن معرفة احتمالات ظهورها أو اختيارها.
يوصف القلق كشعور يظهر بشكل طبيعي ويمكن ضبطه واكتشافه بحذر بهدف اكتساب البصيرة نحو طبيعة المشاعر والأحاسيس، ونحو طبيعة النفس كهدف أعمق.

### القلق في علم النفس
تعد اضطرابات القلق مجموعة من الاضطرابات العقلية التي تتصف بمشاعر من الخوف والقلق؛  إذا القلق هو التفكير في أحداث المستقبل، والخوف هو رد فعل لأحداث حالية. هذه المشاعر قد تسبب أعراض جسدية؛ كتسارع نبضات القلب والارتجاف. هناك أشكال متنوعة لاضطرابات القلق التي تتضمن: اضطراب القلق العام، الاضطراب الرهابي، اضطراب الهلع.و لكلٍ منها مميزاته وخصائصه وأعراضه، وكلها تشمل على أعراض القلق.
تعتبر اضرابت القلق وراثية جزئيًا ويمكن أن يكون بسبب استخدام الأدوية والمواد المخدرة بما في ذلك الكحول والكافيين، وقد يتسبب التوقف عن تناول بعض الأدوية اضطرابات القلق التي تحدث عادةً مع اضرابات عقلية أخرى، خاصةً الاضطراب الإكتئابي، الاضراب ذو اتجاهين، وبعض اضطرابات الشخصية، واضطرابات الأكل.يغطي مصطلح القلق أربعة جوانب من الخبرات التي يمكن للفرد أن يمتلكها: الخوف العقلي ، التوتر الجسدي، الأعراض الجسدية والقلق الفصامي. المشاعر الظاهرة في اضطرابات القلق تمتد من الهلع أو الخوف ببساطته إلى نوبات من الرعب. ويوجد هناك أمراض ومشاكل نفسية وطبية تماثل اضطراب القلق من حيث الأعراض كمرض فرط نشاط الغدة الدرقية.
تتضمن خيارات العلاج الشائعة تغيير نمط الحياة، المداواة، والأدوية. ينصح بالأدوية فقط عندما لا تصلح الإجراءات الأخرى وتكون عديمة النفع. تحدث اضطرابات القلق بمعدل الضعف لدى الإناث عنها لدى الذكور، وتبدأ عادةً خلال مرحلة الطفولة. بينت الإحصاءات أن 18% من الشعب الأمريكي يعانون من واحد أو أكثر من اضرابات القلق، بينما يعاني منها 14% من سكان القارة الأوروبية.في علم النفس الإيجابي، يوصف القلق بأنه رد على التحدي الصعب لموضوع لديه مهارات تأقلم ضعيفة

## علاج القلق
علي الرغم من صعوبه علاج القلق إلا انه من أكثر الأمراض النفسيه استجابه للعلاج إذ يمكن علاجه بإزاله الأسباب التي أدت إليه ويمكن القول أن علاج القلق يرتبط بعوامل عدة منها شخصيه الفرد وشدة حال القلق.
1. العلاج النفسي: يعتمد على التشجيع والإيحاء والتوجيه.
2. العلاج الجمعي: يعتمد على إبعاد المريض عن مكان الصراع وعن المثيرات المسببة لانفعاله.[57]
3. العلاج السلوكي: يتم بتدريب المريض علي الاسترخاء وبعد ذلك يقدم المنبه المثير للقلق بدرجات متفاوتة من الشدة أي عن طريق التحصين التدريجي.[57]

## الفرق بين الخوف والقلق
يصعب التمييز بين القلق والخوف في حالات كثيرة، وذلك بسبب أوجه التشابه بينهما ويبدو الشبه واضحاً في الجوانب الآتية.
1. في كل من الخوف والقلق يشعر الفرد بوجود خطر يتهدده.
2. كل من الخوف والقلق يشعر الفرد بحاله انفعالية تنطوي على التوتر والضغط.[59]
3. كل منهما يحفز الفرد لبذل الطاقة لحماية نفسه.
4. كل منهما يصاحبه عدد من التغيرات الجسمية.[59]